# Sarah Silverman
Sarah Kate Silverman, född 1 december 1970 i Bedford, New Hampshire, är en amerikansk komiker och skådespelare. Hon har skapat flera standupshower och lett TV-program. Hon har även medverkat i filmerna School of Rock, Evolution, The Bachelor och Den där Mary.

## Biografi
Sarah Silverman är dotter till Beth Ann (född Halpin, 1941–2015) och Donald Silverman (1937–2023), och är yngst av fem syskon. Hon växte upp i New Hampshire och föräldrarna skildes när hon var sex år gammal. Familjen är judisk och en av hennes äldre systrar är rabbin, men Sarah Silverman betraktar sig själv som icke-religiös.
Hon var 17 år första gången hon provade stand up. Hon studerade ett år på New York University, men avlade aldrig examen eftersom hon började ägna sig åt stand up istället.

## Karriär
Silverman uppmärksammades när hon medverkade som manusförfattare och skådespelare i Saturday Night Live 1993–1994. Hon fick sparken via ett fax efter en säsong under en period som sägs ha varit särskilt dysfunktionell och fientlig mot kvinnor under det som kallades "The Boys' Club Era". Sarah Silverman tog det hela med ro och använde sina erfarenheter i The Larry Sanders Show där hon gjorde parodi på SNL och spelar en författare som ständigt blir refuserad av den manschauvinistiska skrivarstaben. Hon tog sedan revansch då hon kom tillbaka till programmet 2014.  I februari 2007 började hennes The Sarah Silverman Program sändas på Comedy Central. I serien spelar hon en fiktiv version av sig själv. Programmet fick snabbt bra publiksiffror, 1,81 miljoner per kväll, det högsta för Comedy Central på tre år. Serien sändes i tre säsonger till 2010.
Silverman driver ofta med kändisar och under MTV-galan 2007 skapade Silverman rubriker efter att som programledare för galan ha kallat Britney Spears barn för "de sötaste misstag som någonsin gjorts". Vissa menade att detta var ett övertramp från Silvermans sida. Silverman menade att hon inte hade insett att skämtet skulle anses vara sårande eller under bältet.
I januari 2008 var Silverman gäst i sin ex-pojkväns talkshow Jimmy Kimmel Live!  för att marknadsföra sin HBO-special "We are miracles" där hon skämtsamt lämnar tillbaka en låda med gamla saker. Hon visar också en musikvideo med Silverman och Matt Damon som genast blev succé på Youtube. kallad I'm Fucking Matt Damon.  Musikvideon fick Silverman att vinna en Emmy Award. I februari samma år svarade Kimmel med musikvideon I'm Fucking Ben Affleck.
Hon ledde det politiska samtalsprogrammet I Love You, America With Sarah Silverman på Hulu från 2017 till 2018. Syftet med programmet var att sträcka ut en hand över politiska skiljelinjer och skapa kontakt mellan människor med olika åsikter. Syftet med programmet var att överbrygga politiska motsättningar och föra samman människor med olika perspektiv.
År 2010 gav hon ut självbiografin The Bedwetter. År 2022 sattes boken upp som musikal Off-Broadway. Silverman skrev manuset med Joshua Harmon, Adam Schlesinger skrev musiken medan Anne Kauffman regisserade.
Silverman har genom åren skapat flera standupshower som visats på Netflix och HBO: We Are Miracles (2013), Speck of Dust (2017) och Someone You Love (2023). År 2025 hade hennes standupshow Postmortem premiär på Netflix. Showen kretsar framförallt kring sorgen efter att hennes båda föräldrar gått bort.

## Privatliv
Silverman har haft förhållanden med programledaren Jimmy Kimmel och skådespelaren Michael Sheen. Sedan 2020 är hon i en relation med komikern och skribenten Rory Albanese.
Silverman har uppgett att hon lidit av depressioner under hela sitt liv.

## Filmografi
Film och TV-produktioner (i urval)
- 1993–1994 – Saturday Night Live (TV-serie)
- 1997 – Seinfeld Emily i avsnittet "The Money" (S8A12)
- 1998 – Den där Mary
- 1999 – The Bachelor
- 2001 – Evolution
- 2003 – School of Rock
- 2005 – Jesus is Magic (komedispecial)
- 2007–2010 – The Sarah Silverman Program (TV-serie)
- 2010 – Peep World
- 2011 – Mupparna
- 2011 – Take This Waltz
- 2012–2014 – Louie (TV-serie) (tre avsnitt)
- 2012 – Röjar-Ralf (röst)
- 2014 – A Million Ways to Die in the West
- 2014 – We Are Miracles (komedispecial, HBO)
- 2014–2015 – Masters of Sex (TV-serie)
- 2017 – A Speck of Dust (komedispecial, Netflix)
- 2017 – I Love You, America (Hulu)
- 2018 – Röjar-Ralf kraschar internet (röst)

Musikvideor
- 2005 - ”Give the Girl Jew Toys”
- 2006 - “Rise Up with Fists!” (Jenny Lewis och The Watson Twins)
- 2008 - ”I’m Fucking Matt Damon” (med Matt Damon)
- 2009 - ”Death to All But Metal” (Steel Panther)
- 2011 - “This Party Took a Turn for the Douche".      (Garfunkel and Oates)
- 2013 - “We Do Not Belong” (Psychic Friend)
- 2013 - “Perfect Night” (med Will.i.am)
- 2013 - ”Diva”
- 2015 - “No Cities to Love” (Sleater-Kinney)
- 2015 - ”Save Dat Money” (Lil Dicky)
- 2016 - “Don’t Wanna Know” (Maroon 5)
- 2018 - “Girls Like You” (Original, Volume 2 and Vertical Video versions) (Maroon 5 feat. Cardi B)
- 2019 - ”Video Killed the Radio Star (Walk off the Earth, medverkande)

Spel
- 2012 - Wreck-It Ralph (röst)
- 2013 - Disney Infinity (röst)
- 2014 - Disney Infinity: Marvel Super Heroes (röst)
- 2015 - Disney Infinity 3.0 (röst)

## Diskografi
Album
- 2010 - Songs Of The Sarah Silverman Program: From Our Rears To Your Ears (Comedy Central Records)
- 2011 - The Muppets (Original Motion Picture Soundtrack) (Walt Disney Records, medverkande)
- 2014 - We Are Miracles (komedialbum, Sub Pop Records)
- 2017 - The Bob’s Burger Music Album (Bob's Burgers, Sub Pop Records, medverkande)
- 2017 - 7-Inches for Planned Parenhood (7-Inches For, LLC, medverkande)
- 2018 - The Capitol Studios Sessions (Jeff Goldblum, Universal Music Group, medverkande)
- 2018 - Ralph breaks the internet (Original Motion Picture Soundtrack) (Walt Disney Records, medverkande)
- 2018 - Wifi Ralph (Banda Sonora Original) (Walt Disney Records, medverkande)

Singlar
- 2017 - Work Hard or Die Trying, Girl (Bob's Burgers, Sub Pop Records, medverkande)
- 2019 - Video Killed the Radio Star (cover av Walk off the Earth, medverkande)